# Pinguicula vulgaris
Pinguicula vulgaris este o specie de plante carnivore din genul Pinguicula, familia Lentibulariaceae, ordinul Lamiales, descrisă de Carl von Linné. Conform Catalogue of Life specia Pinguicula vulgaris nu are subspecii cunoscute.